# Deltaspis cruentus
Deltaspis cruentus är en skalbaggsart som först beskrevs av Leconte 1862.  Deltaspis cruentus ingår i släktet Deltaspis och familjen långhorningar. Inga underarter finns listade i Catalogue of Life.